# Joplin Challenger 2007
Il Joplin Challenger 2007 è stato un torneo di tennis facente parte della categoria ATP Challenger Series nell'ambito dell'ATP Challenger Series 2007. Il torneo si è giocato a Joplin negli Stati Uniti dal 12 al 18 febbraio 2007 su campi in cemento indoor e aveva un montepremi di $50 000.

## Vincitori

### Singolare
Michael Russell ha battuto in finale  Frédéric Niemeyer con il punteggio di 6–4, 6–1

### Doppio
Patrick Briaud /  Donald Young hanno battuto in finale  Goran Dragicevic /  Mirko Pehar 6–4, 6–4